# B
La B o b (nome italiano bi [bi]) è la seconda lettera dell'alfabeto latino e italiano, nonché di quelli derivanti dall'alfabeto fenicio.
Nella lingua italiana corrisponde alla consonante occlusiva bilabiale sonora [b] (come nell'alfabeto fonetico internazionale).
Nella sua veste maiuscola somiglia alla lettera beta dell'alfabeto greco e alla В dell'alfabeto cirillico, con le quali ha origini comuni.

## Storia

### Evoluzione della lettera
| Il geroglifico casa | Il segno proto-semitico | Il beth fenicio | Il beta greco | L'etrusco | Il latino B |
| ------------------- | ----------------------- | --------------- | ------------- | --------- | ----------- |
|                     |                         |                 |               |           |             |

La lettera deriva dall'antichissimo alfabeto lineare, usato nel Sinai più di 3.500 anni fa, a sua volta derivato dal geroglifico, in cui il suono [b] era rappresentato da una casa.
Nel 1500 a.C., la seconda lettera dell'alfabeto fenicio, detta beth per analogia con l'alfabeto ebraico, aveva assunto una forma che servì come base a tutti i successivi alfabeti che da esso si sono evoluti, come l'alfabeto greco. Questa lettera chiamata beta, ruotata di 180° e sdoppiata, diede origine al moderno B, dal quale si evolve, con l'apparire della scrittura minuscola, in β.
La lettera è poi passata all'alfabeto latino tramite l'etrusco: in questo passaggio, le lettere avevano perso il loro nome riducendosi al mero suono, e così beta viene ribattezzato be (la e è una vocale di appoggio per un suono altrimenti impronunciabile).

### Tipografia
La grafia della lettera b minuscola moderna è nata alla fine dell'Impero Romano, allorché gli scribi cominciarono a omettere la curva superiore della lettera.
|                  |         |                |         |         |
| Scrittura gotica | Onciale | Romana moderna | Italica | Attuale |

## Uso nelle lingue

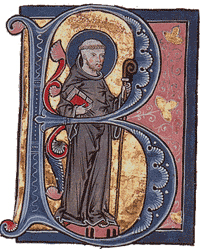
Capolettera da un codice miniato.

Nella maggior parte delle lingue che utilizzano l'alfabeto latino come sistema di scrittura (italiano compreso), la B rappresenta il suono AFI [b]. In spagnolo, però, rappresenta il suono AFI [β] quando si trova tra due vocali (da notare che in spagnolo le lettere B e V hanno lo stesso valore fonetico).

## Codici informatici
- Unicode: maiuscola U+0042, minuscola U+0062
- ASCII: maiuscola 66, minuscola 98; in binario 01000010 e 01100010 rispettivamente
- EBCDIC: maiuscola 194, minuscola 130
- Entity: maiuscola &#66; e minuscola &#98;